# Colton (Dakota du Sud)
Pour les articles homonymes, voir Colton.
La ville américaine de Colton est située dans le comté de Minnehaha, dans l'État du Dakota du Sud. Elle comptait 687 habitants lors du recensement de 2010. La municipalité s'étend sur 0,70 milles carrés (1,81 km2).
La localité adopte le nom de J. E. Colton, un constructeur de chemin de fer, en 1898.

## Démographie
| 1910 | 1920 | 1930 | 1940 | 1950 | 1960 |
| ---- | ---- | ---- | ---- | ---- | ---- |
| 407  | 608  | 575  | 615  | 521  | 593  |

| 1970 | 1980 | 1990 | 2000 | 2010 | - |
| ---- | ---- | ---- | ---- | ---- | - |
| 601  | 757  | 657  | 662  | 687  | - |

## Source
- (en) Cet article est partiellement ou en totalité issu de l’article de Wikipédia en anglais intitulé « Colton, South Dakota » (voir la liste des auteurs).